# Western Limited
Western Limited és una pel·lícula dramàtica estatunidenca de 1932 dirigida per Christy Cabanne i protagonitzada per Estelle Taylor, Edmund Burns i Lucien Prival. Va ser estrenada el 5 d'agost de 1932.

## Argument
Una festa de disfresses de luxe és l'escenari d'un robatori de joies. Més tard es descobreix que diversos sospitosos del robatori es troben dins del mateix tren.

## Repartiment
- Estelle Taylor com Doris
- Edmund Burns com Sinclair
- Lucien Prival com Benoit
- Gertrude Astor com Mrs. Winters
- Eddie Kane com Frank
- Mahlon Hamilton com Wilkes
- Crauford Kent com James